# Лодин
Лодин (њем. Loddin) општина је у њемачкој савезној држави Мекленбург-Западна Померанија. Једно је од 89 општинских средишта округа Остфорпомерн. Према процјени из 2010. у општини је живјело 1.055 становника. Посједује регионалну шифру (AGS) 13059052.

## Географски и демографски подаци
Лодин се налази у савезној држави Мекленбург-Западна Померанија у округу Остфорпомерн. Општина се налази на надморској висини од 5 метара. Површина општине износи 5,9 km². У самом мјесту је, према процјени из 2010. године, живјело 1.055 становника. Просјечна густина становништва износи 179 становника/km².